# Palo Verde, Huehuetla
Palo Verde är en ort i Mexiko.   Den ligger i kommunen Huehuetla och delstaten Hidalgo, i den sydöstra delen av landet, 170 km nordost om huvudstaden Mexico City. Palo Verde ligger 581 meter över havet och antalet invånare är 269.
Terrängen runt Palo Verde är kuperad. Runt Palo Verde är det ganska tätbefolkat, med 149 invånare per kvadratkilometer. Närmaste större samhälle är Huehuetla, 11,1 km sydväst om Palo Verde. I omgivningarna runt Palo Verde växer huvudsakligen savannskog.